# Vinice Máchalka
Pražská vinice Máchalka o rozloze necelých 2 ha se nachází na území Vysočan v městské části a obvodě Praha 9, na jižním svahu s pomístním názvem Pod Prosekem. Leží v nadmořské výšce 240 metrů a svažitost jejího terénu dosahuje 15 %. V sousedství vinice se nachází bobová dráha Prosek a zastávka autobusu Kelerka v ulici Prosecké.

## Historie
První písemná zmínka o vinicích ve této vysočansko-prosecké lokalitě, zvané „Na nebeských horách“, pochází z počátku 12. století. Během staletí vinice měnily majitele, byly poničeny (v době husitských válek, za třicetileté války) a opět obnovovány. V roce 1725 vlastnil vinici Daniel Antonín Petsch, jehož jméno, totiž Pečova, nesla vinice až do první třetiny 20. století. V pozdějších dobách pak ustupovaly rozvíjejícímu se městu a průmyslu. Definitivní konec zdejší vinice (pojmenované po jejím posledním majiteli Josefu Máchalovi) přineslo dvacáté století, kdy byla nahrazena meruňkovým sadem. Novou kapitolu vinařství ve Vysočanech pak začalo psát Vinařské družstvo sv. Václav, spolek dobrovolníků, jemuž se v letech 1996–2000 podařilo vinici Máchalku za podpory městské části Praha 9 znovu obnovit a které ji vlastními silami spravuje.

## Geografické zařazení a kategorizace
Dle územního členění stanoveného vinařským zákonem a jeho prováděcí vyhláškou spadá vinice Máchalka do vinařské oblasti Čechy, vinařská podoblast Mělnická, vinařská obec Praha, viniční trať Pod Prosekem. Vinice Máchalka patří do první kategorie vinic pro jakostní a přívlastková vína.

## Pěstované odrůdy vína
Na vinici Máchalka se pěstují tyto odrůdy: Rulandské bílé, Ryzlink rýnský, Müller Thurgau, Muškát moravský, Chardonnay, Svatovavřinecké, Rulandské modré, Modrý Portugal. V r. 2000 byl založen na Máchalce genový fond révy vinné.

## Vinobraní
Nejvýznamnější společenskou a kulturní událostí na vinici je Vysočanské vinobraní, které je pořádáno ve spolupráci s městskou částí Praha 9 každoročně vždy kolem svátku sv. Václava (28. 9.), patrona proseckého kostela. Zde je kromě jiného k vidění tradiční vinařský obřad zavírání a otevírání hory.

## Výhled do okolí
Z horní části vinice se naskýtá výhled na Prahu s bobovou dráhou napravo, lesem a sadem nalevo, industriální dominanty Vysočan s O2 arena na obzoru a teplárnou Malešice v pozadí. Kolem vinice vede turistická značená trasa  1105 z Kobylis do Starých Malešic.

## Galerie

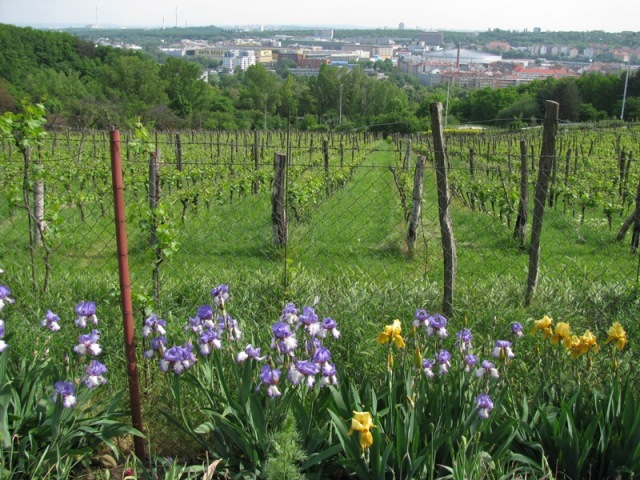
Pohled z vinice na Vysočany
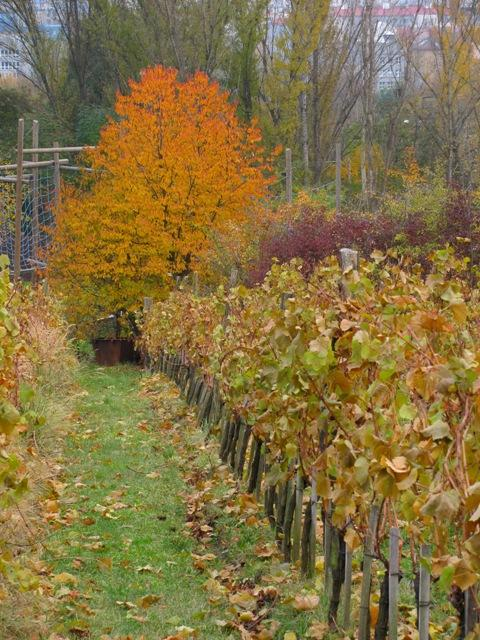
Podzimní pohled do dolní části vinice
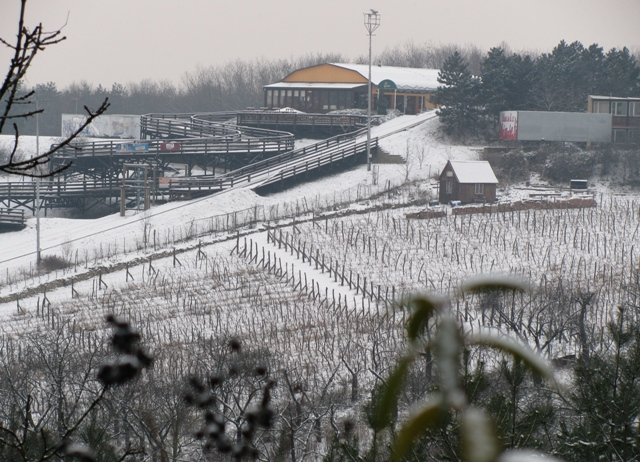
Pohled na vinici z prosecko-vysočanské estakády